# Гоцин, Юрий Панфидьевич
Юрий Панфидьевич Гоцин (1 февраля 1941 года — 30 августа 2011 года) — бригадир комплексной бригады комсомольско-молодёжного строительно-монтажного управления № 2 треста «Северная» Главямбургнефтегазстроя Министерства строительства предприятий нефтяной и газовой промышленности СССР, Ямало-Ненецкий автономный округ. Герой Социалистического Труда (15.05.1985).

## Биография
Родился 1 февраля 1941 года в селе Толвино Рогнединского района Орловской области (ныне в составе Брянской области). Русский.
Окончил среднюю школу в 1958 году. С 1958 года трудился в колхозе в родном селе, плотник строительной бригады.
В 1960-1963 годах - на срочной службе в Советской Армии. После увольнения в запас, с 1963 года работал аппаратчиком на Горловском химическом комбинате в Донецкой области Украинской ССР. 
В 1971 году заочно окончил Горловский химико-технологический техникум.
В 1972 году приехал на строительство только что образованного города газовиков и нефтяников Надым в Ямало-Ненецком округе Тюменской области, работал в строительных предприятиях города. С 1973 года непрерывно трудился в тресте «Севергазстрой»: звеньевой, бригадир плотников, бригадир комплексной комсомольско-молодёжной бригады.
Бригада под его руководством построила в Надыме несколько школ, детские сады, общежития, жилые дома, больницы, здание инженерно-лабораторного корпуса и другие общественные и производственные объекты. Проявил себя умелым организатором труда, активно внедрявшим новаторские методы производства. Его бригада постоянно находилась в лидерах социалистического соревнования, её опыт широко пропагандировался в СССР. Внёс много нового в опыт строительства в условиях Крайнего Севера и на вечной мерзлоте, в том числе именно его бригада строила первые высотные здания на Севере .
Указом Президиума Верховного Совета СССР от 15 мая 1985 года за выдающиеся производственные достижения, большой личный вклад в досрочное выполнение планов четырёх лет одиннадцатой пятилетки по добыче и поставке газа и проявленный трудовой героизм Гоцину Юрию Панфидьевичу присвоено звание Героя Социалистического Труда с вручением ордена Ленина и золотой медали «Серп и Молот».
Продолжал работать в отрасли на том же предприятии. С 1997 года - на заслуженном отдыхе.
Член КПСС в 1962-1991 годах. Член КПРФ. Член Надымского городского, Ямало-Ненецкого окружного и Тюменского областного комитетов КПСС.
После выхода на пенсию жил в городе Егорьевске Московской области. Активно участвовал в работе органов КПРФ и ветеранских организаций, несколько раз участвовал в выборах в Государственную думу Российской Федерации по партийным спискам КПРФ, но избран не был Результаты выборов.
Заслуженный	строитель Российской Федерации.	Почётный работник Миннефтазстроя СССР. Почётный гражданин города Надым (1983) . Почётный гражданин Надымского района (26.12.1986).
Скончался 30 августа 2011 года. Похоронен на Егорьевском городском кладбище.

## Семья
- Жена Гоцина

## Память
- В городе Надым установлена мемориальная доска в его честь на доме, в котором жил Герой (2012).

## Награды
- Золотая медаль «Серп и Молот» (15.05.1985);
- Орден Ленина (16.05.1980).
- Орден Ленина (15.05.1985).
- Орден Трудового Красного Знамени (20.02.1975).
- Медаль «За трудовую доблесть»
- Медаль «В ознаменование 100-летия со дня рождения Владимира Ильича Ленина» (6 апреля 1970)
- Медаль «Ветеран труда»
- Медаль «За освоение недр и развитие нефтегазового комплекса Западной Сибири»
- медалями ВДНХ СССР: